# 우리자네
우리자네(瓜核)는 스크라이드의 등장인물이다.

## 소개
성우는 김기철.